# 28. studenoga
28. studenoga (28. 11.) 332. je dan godine po gregorijanskom kalendaru (333. u prijestupnoj godini).
Do kraja godine imaju još 33 dana.

## Događaji
- 1443. – Albanski nacionalni junak i legendarni borac Skenderbeg je sa svojim postrojbama oslobodio rodni grad Kruju, te idućih 35 godina uspješno odolijevao navalama Turaka.
- 1912. – Albanija proglasila neovisnost od Osmanskog Carstva
- 1943. – Teheranska konferencija

| - 1757. – William Blake, engleski književnik, slikar i grafičar († 1827.) - 1852. – Nikola Mašić, hrvatski slikar († 1902.) - 1857. – Alfons XII., španjolski kralj († 1885.) - 1865. – James Brandon Connolly, američki atletičar († 1957.) - 1881. – Stefan Zweig, austrijski književnik († 1942.) - 1894. – Aleksandar Iljin-Ženevski, ruski šahist († 1941.) - 1907. – Alberto Moravia, talijanski književnik († 1990.) - 1923. – Gloria Grahame, američka glumica († 1981.) - 1950. – Ed Harris, američki glumac - 1979. – Helena Dretar Karić, hrvatska paraolimpijka - 1979. – Jiří Kaufman, češki nogometaš - 1982. – Leandro Barbosa, brazilski košarkaš - 1984. – Andrew Bogut, australijski košarkaš | - 1680. – Gian Lorenzo Bernini, talijanski kipar, graditelj i slikar (* 1598.) - 1694. – Macuo Bašo, japanski pjesnik (* 1644.) - 1939. – James Naismith, kanadsko-američki športski djelatnik, izumitelj košarke (* 1861.) - 1949. – Emilij Laszowski, hrvatski povjesničar i arhivist (* 1868.) - 1954. – Enrico Fermi, talijanski fizičar (* 1901.) - 2010. – Leslie Nielsen, kanadsko-američki komičar i glumac (* 1926.) - 2012. – Dragutin Haramija, hrvatski političar (* 1923.) - 2014. – Radomir Vukčević, hrvatski nogometni vratar ( * 1941.) |

## Blagdani i spomendani
- Dan neovisnosti u Albaniji
- Dan Albanije u nekadašnjoj socijalističkoj Jugoslaviji